# Якунін Микита Федорович
Микита Федорович Якунін — радянський партійний діяч, секретар Ворошиловградського і Миколаївського обласних комітетів КП(б)У.

## Біографія
Член ВКП(б).
У 1938 — лютому 1939 року — завідувач радянсько-торгового відділу Ворошиловградського обласного комітету КП(б)У.
У лютому 1939 — серпні 1943 року — 3-й секретар Ворошиловградського обласного комітету КП(б)У.
З серпня 1943 року — в розпорядженні ЦК КП(б)У.
У липні 1944 — квітні 1945 року — 3-й секретар Миколаївського обласного комітету КП(б)У.
З травня 1945 року — слухач відділення обласних працівників Республіканської партійної школи при ЦК КП(б)У в Києві.
Подальша доля невідома.

## Нагороди
- орден «Знак Пошани»
- медалі